# Serravalle di Chienti
Serravalle di Chienti – miejscowość i gmina we Włoszech, w regionie Marche, w prowincji Macerata.
Według danych na rok 2004 gminę zamieszkiwały 1154 osoby, 12 os./km².